# Voice over NR
VoNR sau „Voice over New Radio” (cunoscut și sub denumirea de Voice over 5G sau Vo5G) este un standard de comunicare wireless de mare viteză 5G destinat telefoanelor mobile și terminalelor de date, inclusiv dispozitivelor din Internet of Things (IoT). VoNR utilizează pe deplin nucleul 5G Standalone⁠(d) (SA) și poate oferi o calitate a vocii superioară comparativ cu predecesorul său, Voice over Long Term Evolution (VoLTE). Timpul de stabilire a apelului este mai rapid decât în cazul VoLTE, datorită latenței inerente mai scăzute a tehnologiei 5G NR (New Radio). VoNR elimină dependența de LTE, permițând apelurile vocale să rămână exclusiv în rețeaua 5G.
De obicei, apelurile VoNR sunt tarifate la același nivel ca apelurile tradiționale, dar acest aspect poate varia în funcție de politica operatorului.
Pentru a efectua un apel VoNR, este necesar ca dispozitivul utilizat, firmware-ul acestuia și furnizorul de servicii de telefonie mobilă să suporte serviciul VoNR în zona respectivă și să fie compatibile între ele.